# The Reptones
The Reptones er et orkester, der genremæssigt hører til i genren americana, med inspiration fra country, indie og folk-rock.
Fra tidligere at have været en kvintet er orkesteret i dag en duo. Sanger og sangskriver Bo Bech Arvin har været med siden starten, mens Kim Heibon har været med siden 2015.

## Historie
Bandet blev dannet i København i 2011.
Den første udgivelse, ’Ingrid, It’s Only a Movie’, blev udgivet i 2012 på forlaget Target . Debuten blev produceret og mixet af den amerikanske producer Paul Kimble, som er bassist og producer i det amerikanske band Grant Lee Buffalo. Gaffa anmeldte udgivelsen og gav den karakteren 3/6 , mens Soundvenue gav den 4/6 .
Den anden udgivelse kom i form af ’The Last Call’ i 2014, og stilen ændrede sig til at være mere retro-rocket. Albummet blev anmeldt til 3/6 hos GFrock.dk , og Gaffa havde sangen "Anna Lee" med på sin liste over ugens bedste sange.  Året efter deltog Bo Bech Arvin og tidligere medlem Morten Steingrim i et DR P4 radiointerview med Alex Nyborg Madsen . Singlen Candy Coated Lines blev spillet på både DR P5 og P4. .
Det tredje album, Dead Letter Blues, der også er produceret og mixet af Paul Kimble, udkom i slutningen af marts 2016. Gaffa anmeldte albummet til 4/6 , mens GFrock.dk gav albummet karakteren 5/6. .
Albummet ’Human Speed’, der blev indspillet i Austin i Texas og udgivet af Target Records i efteråret 2018, blev det tredje album i samarbejde med Paul Kimble. Musikken blev på dette album mere mainstream. Albummet fik karakteren 4/6 hos Gaffa .
Det femte og seneste album, Painkillers & Wine, udkom den 27. marts 2020. Albummet, der er produceret og mixet af Nikolaj Nørlund, har en mere melankolsk lyd. Dette album er den første udgivelse, efter at The Reptones er gået fra at være en kvintet til at være en duo. Albummet er blevet anmeldt til 4/6 hos Politiken , 5/6 hos POV.international  og 4/6 hos Side33.dk . Singlen Tried To Be Nice kom på gaden d. 14. februar 2020. Orkesteret snakkede kort efter med Danskebands.dk om sangens tilblivelse .

## Udgivelser
| Årstal | Titel                     | Produceret af   | Udgivet af          |
| ------ | ------------------------- | --------------- | ------------------- |
| 2012   | Ingrid, It’s Only a Movie | Paul Kimble     | Target Distribution |
| 2014   | The Last Call             | The Reptones    | Reptone             |
| 2016   | Dead Letter Blues         | Paul Kimble     | Reptone             |
| 2018   | Human Speed               | Paul Kimble     | Target Records      |
| 2020   | Painkillers & Wine        | Nikolaj Nørlund | Whatever Records    |

## Medlemmer

### Nuværende medlemmer (maj 2020)
| Årstal | Navn          | Funktion                                                |
| ------ | ------------- | ------------------------------------------------------- |
| 2011-  | Bo Bech Arvin | Vokal, tangenter, bas, komponist, tekstforfatter        |
| 2015-  | Kim Heibon    | Elektrisk og akustisk guitar, komponist, tekstforfatter |

### Tidligere medlemmer
| Årstal    | Navn             | Funktion                            |
| --------- | ---------------- | ----------------------------------- |
| 2012-2019 | Jesper Rasch     | Trommer                             |
| 2017-2019 | Stefan Weinreich | Elektrisk guitar                    |
| 2015-2019 | Jakob Lund       | Bas                                 |
| 2015      | Jan Kølle        | Elektrisk og akustisk guitar        |
| 2011-2015 | Rolf Gjesdal     | Vokal, elektrisk og akustisk guitar |
| 2011-2014 | Morten Steingrim | Bas, tangenter                      |
| 2011-2013 | Niels Meredin    | Vokal, elektrisk guitar             |
| 2011-2012 | Brian Mathiesen  | Vokal, akustisk guitar              |
| 2011-2012 | Simon Ruberg     | Trommer                             |